# Mistrzostwa Świata w Narciarstwie Alpejskim 1970
21. Mistrzostwa świata w narciarstwie alpejskim odbywały się od 8 do 15 lutego 1970 roku w Val Gardena (niem. Gröden) w północnych Włoszech. Były to drugie mistrzostwa świata w historii rozgrywane we Włoszech, ale pierwsze odbywające się w tej miejscowości (poprzednio Włochy organizowały MŚ 1956). W klasyfikacji medalowej zwyciężyła reprezentacja Francji, która zdobyła też najwięcej medali (10, w tym 3 złote, 5 srebrnych i 2 brązowe).

## Wyniki

### Mężczyźni
| Konkurencja             | Data      | Złoto            | Wynik   | Srebro         | Wynik   | Brąz                   | Wynik   |
| Slalom szczegóły        | 8 lutego  | Jean-Noël Augert | 1:39,47 | Patrick Russel | 1:39,51 | Billy Kidd             | 1:39,53 |
| Slalom gigant szczegóły | 10 lutego | Karl Schranz     | 4:19,19 | Werner Bleiner | 4:19,58 | Dumeng Giovanoli       | 4:21,15 |
| Zjazd szczegóły         | 15 lutego | Bernhard Russi   | 2:24,57 | Karl Cordin    | 2:24,79 | Malcolm Milne          | 2:25,09 |
| Kombinacja szczegóły    | 15 lutego | Billy Kidd       | 21,25   | Patrick Russel | 50,15   | Andrzej Bachleda-Curuś | 60,90   |

### Kobiety
| Konkurencja             | Data      | Złoto            | Wynik   | Srebro              | Wynik   | Brąz                  | Wynik   |
| Zjazd szczegóły         | 11 lutego | Annerösli Zryd   | 1:58,34 | Isabelle Mir        | 1:58,84 | Annemarie Moser-Pröll | 2:00,43 |
| Slalom szczegóły        | 13 lutego | Ingrid Lafforgue | 1:40,44 | Barbara Ann Cochran | 1:42,15 | Michèle Jacot         | 1:42,20 |
| Slalom gigant szczegóły | 14 lutego | Betsy Clifford   | 1:20,46 | Ingrid Lafforgue    | 1:20,53 | Françoise Macchi      | 1:20,60 |
| Kombinacja szczegóły    | 14 lutego | Michèle Jacot    | 30,31   | Florence Steurer    | 37,69   | Marilyn Cochran       | 41,84   |

## Tabela medalowa
| Lp. | Państwo    | złoto | srebro | brąz | razem |
| --- | ---------- | ----- | ------ | ---- | ----- |
| 1   | Francja    | 3     | 5      | 2    | 10    |
| 2   | Szwajcaria | 2     | –      | 1    | 3     |
| 3   | Austria    | 1     | 2      | 1    | 4     |
| 4   | USA        | 1     | 1      | 2    | 4     |
| 5   | Kanada     | 1     | –      | –    | 1     |
| 6   | Australia  | –     | –      | 1    | 1     |
| 6   | Polska     | –     | –      | 1    | 1     |